# Préchac (Żyronda)
Préchac – miejscowość i gmina we Francji, w regionie Nowa Akwitania, w departamencie Żyronda.
Według danych na rok 1990 gminę zamieszkiwało 985 osób, a gęstość zaludnienia wynosiła 15 osób/km² (wśród 2290 gmin Akwitanii Préchac plasuje się na 434. miejscu pod względem liczby ludności, natomiast pod względem powierzchni na miejscu 79.).